# Seurre
Seurre è un comune francese di 2 483 abitanti situato nel dipartimento della Côte-d'Or nella regione della Borgogna-Franca Contea.

## Società

### Evoluzione demografica
Abitanti censiti

## Amministrazione

### Gemellaggi
- Bodenheim, Germania
- Beauraing, Belgio